# Claudiana – Universitäres Ausbildungszentrum für Gesundheitsberufe
Die Claudiana – Universitäres Ausbildungszentrum für Gesundheitsberufe (zuvor Landesfachhochschule für Gesundheitsberufe „Claudiana“) befindet sich in Bozen in Südtirol. Ihren Namen erhielt die Claudiana von Claudia de’ Medici, Erzherzogin von Österreich und Landesfürstin von Tirol im 17. Jahrhundert. Am Ausbildungszentrum wird in den Amtssprachen Südtirols, also in deutscher und italienischer Sprache, sowie auf Englisch unterrichtet. Angeboten werden ein Medizinstudium, Bachelor-Studiengänge in einer Reihe von Gesundheitsfachberufen und Spezialisierungskurse für Allgemeinmediziner.

## Geschichte
Die Claudiana wurde mit dem Landesgesetz vom 26. Oktober 1993 Nr. 18: „Bewilligung zur Errichtung einer Landesfachhochschule für Gesundheitsberufe zur Ausbildung von Krankenpflegern, Hebammen und anderen Fachkräften für technische Medizin und Rehabilitation“ gegründet. Das an der Claudiana angesiedelte Institut für Allgemeinmedizin und Public Health, das sich sowohl auf Forschung als auch Lehre konzentriert, wurde 2018 ins Leben gerufen. Seit 2024 wird ein Studium der Medizin (Medicine and Surgery) in englischer Sprache angeboten.

## Sitz
Anfangs war die Claudiana in drei verschiedenen Gebäuden angesiedelt, 2006 wurde sie dann aber in ein Gebäude in unmittelbarer Nachbarschaft zum Zentralkrankenhaus Bozen verlegt.

## Studium

### Medizinstudium
Das sechsjährige Studium der Medizin wird in Zusammenarbeit mit der Katholischen Universität vom Heiligen Herzen angeboten. Als einziges Studium an der Claudiana wird es in englischer Sprache unterrichtet. Jährlich stehen 60 Studienplätze zur Verfügung.

### Gesundheitsfachberufe
Ausbildungen in Gesundheitsfachberufen bestehen in den Bereichen Pflege und Hebammenkunde, Rehabilitation, Prävention und Sanitätstechnik. Jeder Studiengang der Claudiana hat eine Konvention mit einer italienischen Universität (Katholische Universität vom Heiligen Herzen, Universität Ferrara, Universität Padua, Universität Verona) und arbeitet eng mit dem Südtiroler Sanitätsbetrieb zusammen. Ein Bachelorstudium an der Claudiana dauert ungefähr 3 Jahre (6 Semester) und es werden 180 ECTS benötigt. Das Masterstudium können nur Absolventen von Studiengängen im Gesundheitswesen machen. Dafür benötigt man noch einmal eineinhalb Jahre (3 Semester) und 60 ECTS mehr.
Die Studiengänge der Gesundheitsfachberufe werden auf Deutsch und Italienisch unterrichtet und gliedern sich in:
- Biomedizinische Labortechnik
- Dentalhygiene
- Ergotherapie
- Ernährungstherapie
- Hebammen
- Krankenpflege
- Logopädie
- Medizinische Röntgentechnik
- Orthoptik – Ophthalmologische Assistenz
- Physiotherapie
- Podologie
- Techniken der Vorbeugung im Bereich Umwelt und Arbeitsplatz

Das Angebot der Studiengänge und der ausgeschriebenen Studienplätze wird jährlich durch ein Ministerialdekret geregelt und variiert deshalb. Grundsätzlich kann davon ausgegangen werden, dass die angebotenen Studienplätze von der Nachfrage von Seiten der öffentlichen Institutionen abhängen. Studiengänge wie Physiotherapie und Krankenpflege werden jährlich angeboten. Studiengänge mit weniger Nachfrage, wie beispielsweise Techniken der Vorbeugung im Bereich Umwelt und Arbeitsplatz, finden nur alle 3 Jahre statt.

### Ausbildung in Allgemeinmedizin
Seit 2019 hat auch das Institut für Allgemeinmedizin und Public Health seinen Sitz am Ausbildungszentrum. Wer Allgemeinmediziner werden will, kann hier die dreijährige Ausbildung erhalten. Zudem forscht das Institut in den Bereichen chronische Erkrankungen, Gesundheit und Versorgungsqualität, Gesundheitskompetenz und Public Health. Im Bereich der Prävention hat es sich das Institut unter anderem zur Aufgabe gemacht, die Bevölkerung für eigene Ressourcen und Verantwortungsübernahme zu sensibilisieren.